# Shining Force
Shining Force: The Legacy of Great Intention (in Giappone Shining Force: The Legacy of Gods (シャイニング・フォース 神々の遺産?, Shainingu Fōsu Kamigami no isan)), più comunemente conosciuto come Shining Force, è un videogioco strategico a turni, pubblicato nel 1992 per Sega Mega Drive. Nonostante sia essenzialmente un videogioco basato sull'immaginario fantasy, contiene alcuni elementi steampunk.
Costituisce il prequel di Shining in the Darkness; nel 1993 è stato pubblicato Shining Force II per Sega Mega Drive.
Il videogioco è stato ripetutamente ripubblicato: in Sega Smash Pack 2 per Dreamcast e PC, e in Sega Mega Drive Ultimate Collection per Xbox 360 e PlayStation 3, oltre che come gioco a sé stante per Virtual Console per Wii nel 2007. Inoltre, nel 2004 un remake è stato pubblicato per Game Boy Advance con il titolo Shining Force: Resurrection of the Dark Dragon.

## Trama
Regno di Guardiana, terra delle rune. Dopo 50 generazioni di pace, le armate di Runefaust, guidate da Darksol (padre del Darksol di Shining in the Darkness), che vuole risvegliare il drago oscuro addormentato e ottenere così con i suoi poteri il controllo di tale terra, cominciano i loro attacchi. Lo scopo di Max e dei numerosi guerrieri della Shining Force, sarà quello di fermare i piani di Darksol impedendo il risveglio del drago.